# マウリス・ペータース
マウリティウス・プロスペル・ペーテルス（マウリティウス・プロスパー・ペータース）(Mouritius Prosper Peeters、1882年5月5日 - 1957年12月6日)は、ベルギー・アントウェルペン生まれ、オランダ・デン・ハーグ育ちのオランダの自転車競技（トラックレース）選手。
略称、マウリス・ペータース（Maurice Peeters）。

## 経歴
1918年
- オランダ選手権 アマスプリント 優勝

1919年
- オランダ選手権 アマスプリント 優勝

1920年
- アントワープオリンピック
  -  スプリント 優勝
- トラックレース世界選手権・アマスプリント 優勝
- オランダ選手権 アマスプリント 優勝
- グランプリ・ド・パリ アマチュア 優勝

1922年
- オランダ選手権 アマスプリント 優勝
- トラックレース世界選手権・アマスプリント 2位

1924年
- パリオリンピック
  -  タンデムスプリント 3位（ヘラルト・ボス・ファン・ドラケステイン）